# Jan Jařab
Pour les articles homonymes, voir Jařab.
Jan Jařab, né le 19 janvier 1965 à Hranice, est un médecin, défenseur des droits de l'homme, diplomate, écrivain et traducteur tchèque.

## Biographie
Il est le fils de Josef Jařab.
Diplômé en médecine de l'Université Charles en 1990, il étudie l'anthropologie. Depuis 1999, il s'investit professionnellement dans le domaine des droits de l'homme. Du 8 mars 2001 au 31 octobre 2004, il est Commissaire aux droits de l'homme du gouvernement de la République tchèque. Du 1er novembre 2004 au 10 janvier 2010, il est membre de l'équipe de Vladimír Špidla, Commissaire européen à l'emploi, aux affaires sociales et à l'égalité des chances. Depuis 2010, il est Représentant régional du Haut-Commissariat des Nations Unies aux droits de l'homme (Europe, Mexique, Chili),.

## Œuvres
Il a publié des traductions de fictions américaines modernes (Charles Bukowski, Richard Brautigan, Thomas Berger), des essais de Susan Sontag et des essais non romanesques. En tant que publiciste, il a contribué par des essais sur des sujets sociaux et culturels à Mladá fronta Dnes, Lidové noviny, Listy ou, parmi d'autres, Literárné noviny (cs). Une sélection de ses textes a été publiée dans un livre intitulé The Insanely Slow Revolution en 2006.
Il se consacre principalement à la littérature jeunesse en tant que traducteur de l'anglais (Le Bon Gros Géant de Roald Dahl. Il a également publié un livre de ses propres contes de fées, Tajemství strýce Erika (Le Secret de l'oncle Erik) (2013).